# تصميم رفيق بالبيئة

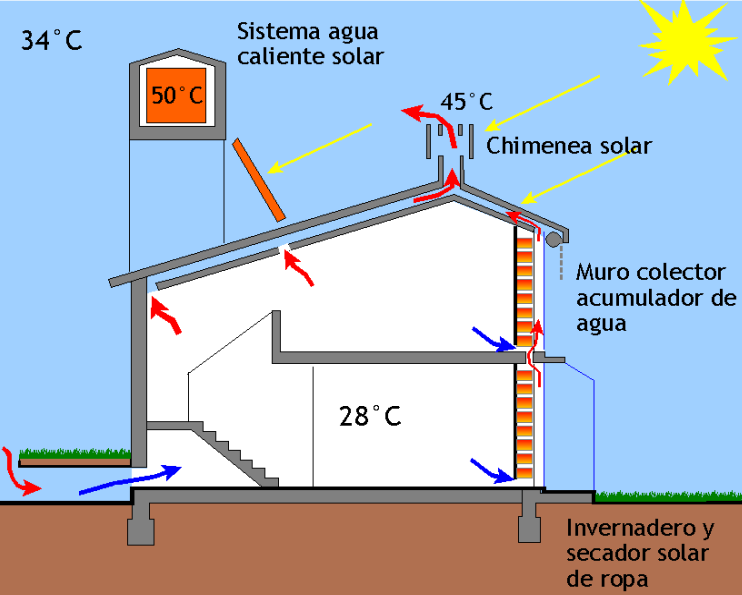

طبقًا لتعريف سيم فان دير ريان وستيوارت كوان، فإن التصميم الرفيق بالبيئة هو «أي شكل من أشكال التصميم التي تحد من التأثيرات المدمرة للبيئة عن طريق دمجها في عمليات الحياة.» يعد التصميم البيئي أحد مجالات التصميم المتكاملة التي تحافظ على البيئة، كما يساعد في الربط بين الجهود المبعثرة في العمارة الخضراء والزراعة المستدامة والهندسة البيئية والترميم البيئي وغيرها من المجالات. وقد بدأ استخدام اللاحقة «بيئي» في فترة التسعينيات؛ حيث ظهرت لأول مرة رؤية تتضمن المدينة البيئية والإدارة البيئية والتقنيات البيئية والعمارة البيئية للكاتب جون بوتون في عام 1998. وكانت طبيعة التطور البدائي للتصميم البيئي تشير إلى «إضافة» العامل البيئي في عملية التصميم ثم ركزت بعد ذلك على تفاصيل ممارسة التصميم البيئي مثل نظام الإنتاج أو المنتج الفردي أو الصناعة ككل.
وعن طريق تضمين نماذج دورة الحياة من خلال فيض الطاقة والمواد، ارتبط التصميم البيئي بموضوع الصناعة البيئية متعدد التخصصات. وكانت الصناعة البيئية تعني وجود أداة مفاهيمية تحاكي النماذج المستمدة من النظام البيئي الطبيعي، وإطار عمل لوضع مفهوم للقضايا البيئية والفنية.
تعيش الكائنات الحية في أنظمة متباينة من العلاقات التكافلية المتوازنة. وتستند الحركة البيئية في أواخر القرن العشرين إلى معرفة أن الاضطراب في هذه العلاقات قد أدى إلى انهيار خطير في الأنظمة البيئية الطبيعية. وفي التاريخ الإنساني، نتج عن الوسائل التقنية زيادة في عدد السكان عبر استخدام النار والأدوات والأسلحة، وساهمت هذه الزيادة الدراماتيكية في عدد السكان في استخدام الطاقات الميكانيكية في إنتاج الآلات، كما حدثت تحسينات في الزراعة الآلية والأسمدة الكيماوية المُصنعة والإجراءات الصحية العامة. وعلى الرغم من أن الاختراعات السابقة كانت تميل نحو ضبط التوازن البيئي من خلال الطاقة، إلا أن النمو الأخير في عدد السكان أدى إلى حدوث تغيرات بيئية غير طبيعية.

## قضايا التصميم البيئي ودور المصممين
منذ الثورة الصناعية، قُدمت العديد من المقترحات في مجال التصميم ولكنها لم تكن تتبع مبادئ التصميم المستدام. وقد اقترح المصمم المعماري فيكتور بابانيك أن التصميم الصناعي لم يعد له وجود بسبب ابتكار أنواع جديدة من النفايات الدائمة واختيار مواد وعمليات تسهم في تلوث الهواء. وفيما يتعلق بهذه القضايا، أوضح ر. بكمنستر فولر، الذي وجهت له الدعوة كأستاذ في جامعة جنوب إلينوي في كاربونديل في ستينيات القرن العشرين، كيف يمكن أن يلعب التصميم دورًا مركزيًا في تحديد أعظم المشكلات على مستوى العالم بين عامي 1965 و1975، ويتضمن ذلك المحتويات التالية:
- استعراض وتحليل مصادر الطاقة بالعالم
- تحديد استخدامات أكثر كفاءة للموارد الطبيعية مثل المعادن
- دمج الآلات والأجهزة في أنظمة فعالة للإنتاج الصناعي

في مؤتمر عام 1992 الذي كان بعنوان "أجندة القرن الحادي والعشرين: إستراتيجية مؤتمر قمة الأرض لإنقاذ كوكبنا”، تم تقديم اقتراح بأن العالم يقف الآن في طريق إنتاج واستهلاك طاقة لا يمكن أن تكون مستدامة. ويتضمن الاقتراح أن الأفراد والجماعات في جميع أرجاء العالم لديهم مجموعة من المبادئ للتغيير الذي يمكن أن يكون فعالاً في اقتصاديات العالم والسياسات التجارية، وسوف تلعب مهن التصميم دورًا فعالاً في هذا التغيير. وهذا يعني أن مهنة التصميم لم تعد تتعلق بما ستفعله المنتجات الجديدة بل بطريقة إعادة ابتكار ثقافة تصميم يمكن تحقيقها؛ حيث يتعين على المصممين في البداية إدراك أن التصميم كان على مر التاريخ ممارسة تابعة وطارئة ولا تقوم على الحاجة. وقد لاحظ كلايف ديلنوت، صاحب نظريات التصميم، أن التصميم أصبح مرة أخرى وسيلة لتنظيم العالم وليس فقط لتشكيل المنتجات. وكنهج أكثر اتساعًا، أكد مؤتمر "أجندة القرن الحادي والعشرين: إستراتيجية مؤتمر قمة الأرض لإنقاذ كوكبنا" في عام 1992 أنه يجب على المصممين أن يتسموا بالتحدي لمواجهة مشكلات البشرية. وتتلخص هذه المشكلات في ستة محاور: نوعية الحياة، والاستخدام الفعال للموارد الطبيعية، وحماية القواسم العالمية، وإدارة المستوطنات البشرية، واستخدام المواد الكيميائية وإدارة النفايات الصناعية البشرية، وتعزيز النمو الاقتصادي المستدام على الصعيد العالمي.

## معلومات تاريخية
- 1971 يبسط إيان ماكهارج، في كتابه «التصميم باستخدام الطبيعة» (Design with Nature)، نظام تحليل طبقات موقع ما من أجل الفهم الكامل للسمات النوعية للمكان. وذكر مكهارج كافة الجوانب النوعية لطبقة الموقع مثل التاريخ وعلم المياخ والتضاريس والغطاء النباتي...الخ وأصبح النظام الأساسي اليوم نظم المعلومات الجغرافية (GIS)، أداة تستخدم في كل مكان في ممارسة تصميم المناظر الطبيعية البيئية.
- 1978 الزراعة المعمرة. صاغ هذا المصطلح بيل موليسون ودايفيد هولمجرين هذه العبارة لنظام تصميم أنظمة بيئية بشرية متجددة. تأسست في أعمال فوكوكا ويومان وسميث...الخ
- 1994 جمع ديفيد أور، في كتابه «مراعاة الأرض: حول التعليم والبيئة وإمكانيات الإنسان» "Earth in Mind: On Education, Environment, and the Human Prospect"، سلسلة من المقالات حول «ذكاء التصميم البيئي» وقدرته على إنشاء مجتمعات تتسم بالصحة الجيدة والاستدامة والمرونة والعدالة والازدهار.
- 1994 يصف عالم الأحياء الكندي جون تود (عالم أحياء) ونانسي جاك تود في كتابهما «من المدن البيئية إلى الآلات الحية» (From Eco-Cities to Living Machines) مفاهيم التصميم البيئي.
- 2004 ألّف فريتجوف كابرا أول كتبه بعنوان «الروابط الخفية: علم من أجل حياة مستدامة» (The Hidden Connections: A Science for Sustainable Living)، حيث ناقش فيه علم الأنظمة الحية ورأى ضرورة تطبيق علماء الحياة لأفكار جديدة على فهمنا للتنظيم الاجتماعي.
- 2004 جمع ك. أوزيبيل عددًا من القصص الشخصية لأكثر أصحاب التصميمات البييئة ابتكارًا في كتابه «تعليمات تشغيل الطبيعة» (Nature's Operating Instructions).

## التأثير
هناك بعض شركات الملابس التي تستخدم عدة أساليب للتصميم البيئي من أجل تغيير مستقبل صناعة الغزل والنسيج لتكون صديقة للبيئة بشكل أكبر، حيث تقوم بإعادة تدوير الملابس المستعملة لتقليل استخدام الموارد، وذلك باستخدام مواد نسيجية قابلة للتحلل الحيوي للحد من تأثيرها على البيئة واستخدام الأصباغ النباتية بدلًا من المواد الكيميائية السامة لتحسين مظهر النسيج.

## وصلات خارجية
- Sustainable Design & Development Resource Guide
- The European Commission's website on Ecodesign activities and related legislation including minimum requirements for energy using products
- The European Commission's Directory of LCA and Ecodesign services, tools and databases